# ポプラン
『ポプラン』は、2022年1月14日に公開された日本映画。監督は上田慎一郎。主演は皆川暢二。エイベックス・ピクチャーズとプロダクション・アイジーが製作幹事を務める映画実験レーベル「Cinema Lab」の一環で制作される。
台湾での公開時のタイトルは急急復雞雞（急急復鶏鶏）。

## 概要
本作のタイトルは2020年9月に公開。上田は（タイトル公開時点で）9年前に本作の着想を得ていたがなかなか実現に至らず、ストックしていた企画の中でも一番の問題作であると語り、皆川暢二が主演であること以外、物語の内容などについては伏せられていた。
2021年10月20日に特報が解禁され、「家出したイチモツを捕まえろ」というテロップと、網を持って空を飛び交う不思議な物体を追いかける男の姿が収められたティザー動画が公開された。また、同日に劇場公開日とメインキャストも公開されている。
2021年11月18日に予告編動画が解禁され、ポスタービジュアルや物語の内容が公開された。主人公である性悪な経営者のアレ（男性器）が突然自我を持って家出してしまい、それを捕まえるための旅という、カルト的な題材を普遍的なエンターテインメントに昇華させた、構想10年の異色作。

## キャスト
| - 田上晃（ラシンバン社長）：皆川暢二 - 吉田恭介（田上の元同僚）：アベラヒデノブ - 出口奈緒（田上の元妻）：徳永えり - 田上真知子（田上の母）：原日出子 - 田上治（田上の父）：渡辺裕之 - インタビュアー：しゅはまはるみ - 瑠美（田上の秘書）：井関友香 - 不二塚（ポプランの会会長）：永井秀樹 - 出口義弘（奈緒の夫）：竹井洋介 - 出口晴（田上の娘）：鍵和田花 - 出口創（奈緒の息子）：朔太郎 - 尾田（ラシンバン社員）：西本健太朗 - 北原先生（漫画家）：佐藤旭 - 荒木弘子（北原のアシスタント）：清瀬やえこ - 石沢（ロスト）：上田耀介 - 井上（ロスト）：茨城ヲデル - ミツル（小学生）：藤野優光 - ヨウイチ（小学生）：高木龍之介 | - インタビューディレクター：川口貴弘 - 現場レポーター：出口亜梨沙 - 医者：藤田健彦 - ラシンバン社員：市原洋 - ポプランの会 受付：山下一世 - タクシー運転手：三月達也 - その他のキャスト：水野ひとし、大沢真一郎、松井明、石井紀行、楚南勇真、天野きょうじ、佐藤太、宮咲久美子、長田涼子、田中香子、木村岳人、新太シュン、寺井清隆、渡辺大智、タカハシシンノスケ、垣雅之、佐川ネル秋吉、翌桧ダンク冬雪、加藤真胡、斎門政之 |

## スタッフ
| - 監督・脚本・編集：上田慎一郎 - 製作：勝股英夫（エイベックス・ピクチャーズ）、石川光久（Production I.G） - エグゼクティブプロデューサー：西山剛史、伊藤整 - 企画・プロデュース：穀田正仁、稲葉もも - プロデューサー：鈴木伸宏、古草昌実 - 撮影：曽根剛 - 照明：北川泰誠 - 録音：村原孝麿 - 美術：福岡淳太郎、布部雅人 - 衣裳：馬場恭子、中村祐実 - ヘアメイク：菅原美和子 - 制作担当：吉田幸之助 - VFX：渡邊広樹 - 助監督：古田智大 | - アシスタントプロデューサー：ふくだみゆき、津上理奈 - アクション監督：HAYATE - 劇中漫画・イラスト：リック - 劇中TV画面内デザイン：ふくだみゆき - 劇中Webサイトデザイン：岩井雅治 - スチール：塚本弦汰、小山幸佑 - 音楽：鈴木伸宏、Lee Ayur - 編曲協力：伊藤翔磨、佐藤航 - ミックスエンジニア：葛巻善郎 - BGM協力：i☆Ris『Make it!』『ドリームパレード』 - 宣伝：ガイエ - 製作：映画「ポプラン」製作委員会（エイベックス・ピクチャーズ、Production I.G、清栄コーポレーション、ポニーキャニオン） - 配給：エイベックス・ピクチャーズ - 企画・制作プロダクション：PANPOCOPINA |

## その他
- 監督の上田の妻・ふくだみゆきが2018年11月16日（15日深夜）放送のテレビ朝日『超人女子とズケ女』に出演した際に、上田の次回作構想をふくだがいくつか紹介していた。その中で、本作の構想である「男性のシンボルを探す旅」も紹介されていた[9]。
- 予告編が公開された2021年11月18日の18時より、監督の上田は自身のTwitterアカウントに投稿した本作の告知ツイートが1000リツイート行くまで終われないYouTube Liveを敢行した。PANPOCOPINAの代表であり、本作のプロデューサーの鈴木とともに配信を続け、途中で主演の皆川も配信に参加。結局は6時間半ほどで1000リツイートに到達して配信を終えた[10][11][12]。
- 映画業界でハラスメントや労働環境などが問題視されている現状を受け、同作の撮影にあたっては「1日の撮影時間は原則12時間まで」「撮影終了から翌日の撮影開始までは10時間以上空ける」など労働基準のルールを明確に定め、キャストやスタッフと事前に契約書を交わしていることを、上田は自身のTwitterで報告した[13]。
- 実際に夫婦である渡辺裕之と原日出子が夫婦役で共演している。夫婦役での共演は2009年12月放送の短編映画『雪の花』以来2度目[14]。監督の上田は「長年連れ添った夫婦ならではの演技だった」と2人の演技を称えた[15]。